# Adolf Carl Daniel von Auersperg
Adolf Carl Daniel Fürst von Auersperg (ur. 21 lipca 1821, zm. 5 stycznia 1885) – austriacki polityk, premier Przedlitawii w latach 1871–1879.
Był bratem Karla von Auersperg, również premiera.